# Pereni
Pereni è un comune della Moldavia situato nel distretto di Rezina di 612 abitanti al censimento del 2004

## Località
Il comune è formato dall'insieme delle seguenti località (popolazione 2004):
- Pereni (583 abitanti)
- Roşcani (29 abitanti)